# Чембержі Михайло Іванович
Михайло Іванович Чембержі (15 липня, 1944, Ізмаїл — 5 березня 2018, Київ) — український композитор, педагог, учений, громадський діяч, Заслужений діяч мистецтв України (1993), Народний артист України (1997), професор (1995), дійсний член (академік) Національної Академії мистецтв України (2001), член-кореспондент Національної Академії педагогічних наук України (1997), член Національної спілки композиторів України, Національної спілки театральних діячів України, член Національної комісії у справах ЮНЕСКО (2009), засновник та перший ректор Київської дитячої Академії мистецтв.

## Біографія
Михайло Іванович Чембержі народився 15 липня 1944 року в місті Ізмаїл Одеської області. Навчався у загальноосвітній школі № 6 та дитячій музичній школі м. Ізмаїл. З 1963 по 1966 р.р. проходив військову службу в армії. У 1967 року закінчив Одеське державне музичне училище, розпочав педагогічну діяльність у місті Ізмаїл (дитяча музична школа, Ізмаїльський педагогічний інститут).
У 1968 р. переїжджає до Києва та починає працювати у музичній школі № 28 педагогом, згодом завучем та заступником директора. У 1973 р. стає директором музичної школи № 32.
У 1975—1982 роках Михайло Іванович викладав в Інституті підвищення кваліфікації працівників культури Міністерства культури УРСР.
1982—1989 роках — директор Київської ДМШ № 5 ім. Л. М. Ревуцького.
У 1988 році заочно закінчує Донецьку державну консерваторію.
З 1989 по 1994 роки Михайло Іванович працює першим заступником начальника Головного управління культури Києва, створює та очолює Комітет мистецтв міста Києва.
У 1994 році засновує Київську дитячу Академію мистецтв та стає її першим ректором.
Протягом усього життя Михайло Іванович створював музичні твори для дітей, написав музику до багатьох театральних спектаклів, опер та балетів, фільмів (у тому числі до художнього фільму «Богдан-Зиновій Хмельницький» видатного українського режисера М. П. Мащенка). Видавав платівки, писав монографії. Був у складі журі багатьох вітчизняних та міжнародних конкурсів, зокрема дитячого Євробачення.
Михайло Іванович є ініціатором та співзасновником багатьох мистецьких проектів, найвідоміші з яких — театральна премія «Київська пектораль», муніципальний оркестр «Київ», Алея мистецтв на Оболонській набережній у м. Київ.
5 березня 2018 року. серце митця раптово зупинилось. Громадянська панахида відбулася у Київській дитячій Академії мистецтв, а поховання — на Байковому кладовищі., у Києві.
У грудні 2019 р. на фасаді Ізмаїльскої музичної школи № 2 була встановлена меморіальна дошка на честь Михайла Івановича.. Наразі ця школа має назву Ізмаїльска музична школа імені Михайла Чембержі (http://izmail.es/article/49740)
Київська дитяча академія мистецтв протягом 2019—2024 р.р. перетерпіла багато змін та остаточно з 2024 р має назву Мистецький ліцей «КИЇВСЬКА ДИТЯЧА АКАДЕМІЯ МИСТЕЦТВ ІМЕНІ М. І. ЧЕМБЕРЖІ»
У січні 2024 р. створено сайт пам'яті Михала Івановича Чембержі.
З метою збереження культурної спадщини Михайла Іванович у листопаді 2024 р. створена Громадська організація «Спадщина Чембержі в мистецтві та освіті»
24 грудня 2024 року, напередодні великого свята Різдва Христового, відбулася урочиста церемонія відкриття меморіальної дошки на честь видатного  українського композитора, педагога, ученого, громадського діяча, Народного артиста України, Дійсного члена Національної Академії мистецтв України, Член-кореспондента Національної Академії педагогічних наук України, Члена Національної спілки композиторів України, Члена Національної спілки театральних діячів України, засновника та першого ректора Київської дитячої Академії мистецтвМихайла Івановича Чембержі. Виготовлення та встановлення меморіальної дошки — перший проєкт ГРОМАДСЬКОЇ ОРГАНІЗАЦІЇ «СПАДЩИНА ЧЕМБЕРЖІ В МИСТЕЦТВІ ТА ОСВІТІ». Його фінансування відбувалось виключно за рахунок власних коштів родини Чембержі та добровільних благодійних внесків приватних осіб.
У 2025 році передбачається реставрація Алеї Муз на Оболонський набережній (м. Київ), ідея створення якої належить Михайлу Чембержі. Його мрія не залишилася лише фантазією. Шлях від ідеї до її реалізації був довгим і тернистим (необхідно було отримати згоду чиновників, домовитися з майстрами, знайти фінансування та організувати будівельні роботи) та зайняв не один рік. До проекту були залучені молоді, тоді ще майже невідомі, українські скульптори — Олексій Леонов, Василь Бородай, Володимир Шевченко, Андріан Балок та Ігор Шестопалов. У їх талановитих руках ожили вісім скульптур, які стали частиною цієї мистецької композиції. Так, завдяки наполегливості та вірі в мистецтво, у червні 2007 року Алея Муз відкрила свої обійми для відвідувачів, ставши справжньою окрасою Оболонської набережної. На жаль, роки невблаганно позначилися на стані скульптур. Вплив часу, негоди та навіть вандалів залишив на них свої сліди. Крім того, довгий час прилегла територія залишалася без належного догляду та юридично не мала балансоутримувача. Проте, надія на відродження з'явилася наприкінці 2024 р., коли Алея Муз нарешті отримала свого опікуна — Комунальне підприємство «Плесо». Ця організація взяла на себе відповідальність за відновлення скульптур, плануючи залучити необхідне фінансування та фахівців для відродження колишньої слави цього осередку мистецтва. Активну підтримку в цьому процесі надає і Громадська організація «Спадщина Чембержі в мистецтві та освіті», яка прагне зберегти та популяризувати спадщину Михайла Івановича Чембержі.
На Алеї розташувалися вісім скульптур, кожна з яких уособлює певний аспект мистецтва чи науки:
Аполлон — покровитель мистецтв, символ гармонії та натхнення.
Муза Скульптури — відображає таємничість та велич античної культури.
Муза Танцю — втілює грацію та динаміку руху.
Муза Музики — символізує мелодійність та гармонію звуків.
Муза Живопису — уособлює багатство кольорів та образів.
Муза Театру — показує драматизм та емоційність сценічного мистецтва.
Муза Науки та Астрономії — символізує прагнення до знань та розуміння всесвіту.
Муза Поезії — матеріалізує силу слова та красу вираження думок.

## Творчість
У творчому доробку: дві симфонії (1980, 1987), опери «Синій птах» (1984), «Різдвяна колискова» (2001), симфонічна сюїта «Передчуття весни», оркестрові мініатюри «Київ травневий» (2001), балети «Принцеса на горошині» (1992), «Пролісок» (1996), концерт для баяна і симфонічного оркестру (1980), Bonus sermo для фортепіано та струнного оркестру (2000), хорові концерти (1991, 1992), сюїта для камерного оркестру (1999), Canzona для камерного оркестру (2000), балет «Даніела» (2006)
Музика до вистав («Мадам Боварі», «Маленька принцеса», «Дама-примара», «Мишоловка», «Емма», «Уявно хворий», «Гра на клавесині», «Випромінювання батьківства», «Новорічні пригоди», «Різдвяні візерунки», «Пригоди Жевжика», «Зів'яле листя») та кінофільмів («Богдан-Зиновій Хмельницький» (2006), «Ностальгія» тощо), збірка солоспівів (сольфеджіо) «Моя абетка» (2002), цикли п'єс «Музичні картинки», «Мрії веселкові», «Ранкові промені»)
Автор книг «Наближення до високих істин», «Ранкові роздуми про вічне».

## Відзнаки та нагороди
- Лауреат Премії СТД «Київська пектораль» (1996, 2006),
- Лауреат премії СТД «Тріумф» (2000),
- Лауреат міжнародної премії ім. Лео Вітошинського (2006),
- Лауреат мистецької премії «Київ» ім. Артема Веделя (2011).

Нагороджений:
- орденом «За заслуги» ІІІ ступеня (2004),
- орденом «Знак Пошани» (1982),
- Золотою медаллю АМУ (2004),
- медаллю АПН України «К. Д. Ушинський» (2009),
- медаллю АПН України «Г. С. Сковорода» (2014),
- почесним знаком «Відмінник освіти України» (1999),
- почесним званням Всесвітньої федерації миру «Посол Миру» (2014).

## Публікації. Відгуки. Інтерв'ю
1. Чембержі М. І. «Ми прагнемо створити базу духовної культури в Україні»: У Києві відкрито Дитячу академію мистецтв // Київ. вісник. -1994. -Чверес.
2. Чембержі М. І. Сад мистецтв / Розмову вела Г. Ремізовська // Початкова школа.-1994.-№ 12.-С. 37-40.
3. Чембержі М. І. Цвірко М. Не тішмося, що «бридке каченя» все одно стане лебедем // Веч. Київ.-1994.-16 груд.
4. Чембержі М. І. Прагматичні фантазії Михайла Чембержі /[Бесіду провела] І. Шаповалова // Вісті з України.-1995.-№ 4.
5. Чембержі М. І. Хочу створити Сорбонну, Оксфорд, Кембрідж у галузі мистецтва /Бесіду записала В. Фідер// Молодь України.-1995.-7 квіт.
6. Чембержи М. І. Формувати майбутнє нації / Укр. культу ра,-1995.-№ 4.-С.4.
7. Чембержі М. І. З 180 абітурієнтів пощастило лише 68… /[Бесіду записала] О. Фещенко// Хрещатик.-1995.-10 черв.
8. Чембержі М. І. Прелюдія, яка звучатиме щороку /Бесіду вела О.Гергель // Освіта.-1995.-6 верес.
9. Чембержі М. І. Найвища релігія — то є мистецтво /Інтерв'ю вела О.Положій // Витоки.-1996.-№ 2,лют.
10. Чембержі М. І. Щоб виявити найяскравіші таланти /(Роpзмову вів Я. Грицик)// Хрещатик.-1996.-5 берез.
11. Чембержи М. И. Мы создали духовное пространство Украины /Беседу вела Т. Шаповал // Теленеделя.-1996.-№ 13, апр.2
12 Чембержи М. И. На сцене дети! /[Беседу записал] Б. Васильев // Граффити.-1996.-М°4
13 Чембержи М. И. Академия у Днепра./[Интервью вел] Б. Дымов//Граффити.-1996.-№ 5.
14.Чембержі М. І. Дитяча Академія мистецтв //Музика.-1996.-№ 6.-С.12-13.
15. Чембержі М. І. Віват, Академія! /[Бесіду вела] А. Афоніна// Київ. вісник.-1996.-3 верес.
16. Чембержі Михайло Іванович // Мистецтво України: Біограф, довідник, -К., 1997.- С.629.
17.Чембержі М. І. Віч-на-віч із музикою / Інтерв'ю провела Т. Шаповаленко // Світло.-1997.-№ 1.-С. 73-74.
18.Чембержі М. І. Сповідувати мистецтво /Інтерв'ю провела Т. Шаповаленко // Світло.-1997.-№ 3.-С.73-74.
19.Чембержи М. И. Беседа с ректором Киевской детской Академии искуств М. И. Чембержи / Материал подготовил Б. Дымов // Граффити.-1997.-№ 4.- С.12.
20. Чембержі М. І. Садок вишневий біля Академії /Бесіду записала Л. Остролуцька //Демокр. Україна.-1997.-8 трав.
21. Чембержі М. І. Дещо про національне багатство держави /Записала І. Рябініна // Культура і життя.-1997.-11 черв.
22. Чембержі М. І. Ідеологія комфортності / Інтерв'ю провела Т. Шаповаленко // Світло.-1998.-№ 1.-С. 78-80.
23. Чембержі М. 1. Київська дитяча Академія мистецтв — це не інтелектуальний садок, а перший у світі мистецький ВУЗ для дітей. / Бесіду провела О.Павлова //' Оболонь.-1998.-№ 4, лют.
24. Чембержі Михайло Іванович // Інформ. довідник.-К., 1998.-С. 59.
25. Ще декілька слів про пісню: [ Ред. ст.]// Оболонь.-1998.-№ 4, лют.
26. Чембержі М. І. Науково-педагогічні засади організації мистецької освіти // Культурологічна трансформація мистецької освіти та актуальні питання творчої діяльності музиканта в сучасній Україні: 36. наук. праць.-К.,1998.-С. 215—220.
27. Чембержі М. І. «Немає загадки таланту, є вічна загадка любові» /Розмову провела Т. Шапоза/іенко // Сзітло.-1998.-№ 3.-С. 71-73.
28. Чембержи М. Й. Не зкономьте на детях, или Оптимистическая соната для ректора с оркестром / Беседу провел М. Цивина // Дело.-1998.-18 мая.
29. Чембержі М. І. Як захистити інтелектуальну власність / Інтерв'ювала І. Рябініна // Рідна школа.-1998.-№ 7-8.-С. 79.
30. Засыпают…все !:[ Ред. ст.]// Сегодня.-1998.- 16 окт.
31. Чембержі М. І. Проблеми фінансування інноваційних проектів (досвід Київської дитячої Академії мистецтв): Доповідь // Культура і гроші: 36.з матеріалів міжнар. конфр., м. Київ, 1998, жовт.-К.,1998.-С. 28-29.
32. Чембержі М. І. Академія юних талантів /(Бесіду вів) І. Власенко // Уряд. Курєр.-1998.-12 груд.
33. Чембержі М. І. Дитяча Академія Мистецтв. Погляд узавтра //Пед. газ.-1998.-№ 12, груд.
34. Чембержі М. І. У поєднанні класичного і сучасного // Світло.-1999.-№ 3.-С. 35-38.
35. Чембержі М. І. Інноваційні моделі сучасної професійної мистецької освіти: досвід: Київської дитячої Академії мистецтв // Україна на порозі третього тисячоліття: духовність і художньо-естетична культура. Аналітичні розробки, пропозиції наукових та практичних працівників: Наук, вид./ НДІ «Проблеми людини».-К.,1999.-Т.14.- С. 58-67.
36. Чембержі М. І. У дитячій академії мистецтв [м. Київ] виховують митців / [Розмову вела] О. Михайленко //Київ. вісник.- 1999.- 17 квіт.
37. Чембержі М. І. Науково-педагогічні засади організації професійної мистецької освіти // Вісник Державної академії керівних кадрів культури і мистецтв. — 1999.- № 1.- С.98-112
38. Чембержі М. І. Наувково-педагогічнім засади організації професійної мистецької освіти\\ Мистецькі обрії .98: Альманах: Наук.-теорет. праці та публіцистика\ Акад. мистецтв України: К. 1999.-С.219-231. Укр. культура. — 1999.- № 8-9.- С.12-13
39. Чембержі М. І. Науково-педагогічні засади організації мистецької освіти (з досвіду Київської дитячої Академії мистецтв) // Мистецькі обрії'98: Альманах /Академія мистецтв України. — К., 1999. -С. 219—231
40. Чембержи М. І. Романтичний прагматик \(Розмову вела) І. Сікорська.\\ Укр. культура.-1999.- № 8-9.-С. 12-13
41. Чембержі М. І. З відповідальністю за майбутнє // Світло. — 2000. — № 1. -С. 50-51
42. Чембержі М. І. Духовний розвиток особистості в контексті організації мистецької освіти // Духовність і художньо — естетична культура. Аналітичні розробки, пропозиції наукових та практичних працівників. \ НДІ «Проблеми людини»- К., 2000.- Т. 17. — С.106-109
43. Чембержі М. І. Реформи для реформ ?\ Розмову провів С.Цушко\\ Світло.-2000.№ 3.- с30-32.
44. Чембержи М. І. Музичні картинким: П єси для готово-виборного баяна (клавішних): Нотно-метод.-К.: ПТО «Мета-АРТ»,1999.-36 с.
45. Чембержі М. І. Ранкові промені: Хори А CAPELLA для дітей та юнацтва: Нотно-метод. вид.-К.:ПТО «Мета-АРТ»,1999.-76 с.
46. Чембержі М. І. Мрії веселкові: Цикл пісень для дітей: Нотно-метод. вид.-К.:ПТО «Мета-АРТ»,1999.-56 с.
47. Мистецтво України: Біографічний довідник. К., 1997. — С.628;
48. Хто є хто в Україні. К., 2000. — С.521.